# Rocim
Rocim, deriva do alemão ross ou rous que é o mesmo que cavalo. 
Em Portugal, na Idade Média e ainda na Renascença, era a designação de um cavalo pequeno ou potro que, por por estar maltratado ou não ter idade, ou não ter boa raça, não chegava a merecer o nome de cavalo.
Há o ditado que diz que "a boa mão faz do rocim um cavalo; uma mão ruim faz de um cavalo um rocim"
.